# 林祥剛
林 祥剛（はやし よしたけ､1954年9月8日 - ）は、日本の医師､医学者､病理学者｡医学博士（東京大学､1988年）｡

## 略歴
大阪府出身｡大阪府立清水谷高等学校卒業後､神戸大学に入学｡1981年､同大学医学部医学科を卒業｡
文部科学省･理化学研究所｢新興･再興感染症の国際共同研究拠点形成｣プログラム神戸大学研究拠点代表責任者を務めた｡パンデミック時の新型インフルエンザ､パンデミック発生が危惧される高病原性鳥インフルエンザの情報発信､ウイルス性肝炎の遺伝疫学的解析､B型肝炎ユニバーサルワクチンの有効性検証､ヒトゲノム中に内在するウイルス断片の生体内での役割解明などについて研究｡

## 経歴
- 昭和48(1973)年3月 - 大阪府立清水谷高等学校卒業
- 昭和56(1981)年3月 - 神戸大学医学部医学科卒業
- 昭和60(1985)年4月 - 財団法人癌研究会(現､公益財団法人がん研究会)癌研究所病理嘱託研究員
- 昭和61(1986)年4月 - 東京大学医学部病理学教室 文部教官 助手
- 昭和63(1988)年3月 - 学位(医学博士､東京大学)取得
- 昭和63(1988)年4月 - 国立病院医療センター(現､国立研究開発法人国立国際医療研究センター､病理室長)出向
- 平成元(1989)年5月 - カナダ､カルガリー大学留学
- 平成4(1992)年1月 - 神戸大学医学部病理学第１講座 文部教官 助教授
- 平成7(1995)年7月 - オーストラリア国立大学The John Curtin School of Medical Research留学
- 平成15(2003)年4月 - 神戸大学医学部 教授
- 平成19(2007)年4月 - 文部科学省･理化学研究所｢新興･再興感染症の国際共同研究拠点形成｣プログラム参加
- 平成21(2009)年4月 - 神戸大学大学院医学研究科 教授
- 令和2(2020)年4月 - 神戸大学名誉教授

## 受賞
- 令和2(2020)年11月 - 兵庫県科学賞受賞[4]